# Ильичевское (Чуйская область)
Ильичёвское (кирг. Ильич) — село в Кеминском районе Чуйской области Кыргызстана. Административный центр Ильичёвского аильного округа. Код СОАТЕ — 41708 213 817 01 0.

## География
Село расположено на левом берегу реки Кичи-Кемин (приток реки Чу), на расстоянии приблизительно 23 километров (по прямой) от города Кемин, западнее города Кемин, административного центра района, вблизи от границы с Казахстаном. Абсолютная высота — 1569 метров над уровнем моря.

## Население
| год     | 2009 | 2014 | 2015 |
| ------- | ---- | ---- | ---- |
| человек | 1194 | 1186 | 1197 |